# Malcom Brown
Malcom D'Shawn Brown (* 2. Februar 1994 in Brenham, Texas) ist ein ehemaliger US-amerikanischer American-Football-Spieler. Er spielte zuletzt bei den Jacksonville Jaguars in der National Football League (NFL) auf der Position des Defensive Tackles. Von 2015 bis 2018 war er bei den New England Patriots unter Vertrag, mit denen er zweimal den Super Bowl gewinnen konnte. Anschließend spielte Brown für die New Orleans Saints.

## College
Brown, der schon während der Highschool auch als Basketballer und Leichtathlet sein großes sportliches Talent erkennen ließ, besuchte die University of Texas at Austin und spielte für deren Team, die Longhorns, von 2012 bis 2014 erfolgreich College Football, wobei er nicht nur 165 Tackles setzen konnte, sondern ihm auch 8,5 Sacks gelangen. Für seine hervorragenden Leistungen wurde er wiederholt in diverse Auswahlteams berufen und mit Auszeichnungen bedacht.

## NFL

### New England Patriots
Beim NFL Draft 2015 wurde Brown in der ersten Runde als insgesamt 32. von den New England Patriots ausgewählt und erhielt einen Vierjahresvertrag über 6,14 Millionen US-Dollar sowie 3,79 Millionen Handgeld (Signing Bonus). Er fand sich unter Profibedingungen gleich zurecht und kam in seiner Rookie-Saison in allen Partien zum Einsatz, zwölfmal sogar als Starter.
Die Spielzeit 2016 war für ihn sehr erfolgreich, so gelang ihm im Spiel gegen die Baltimore Ravens ein Safety und er konnte mit seinem Team den Super Bowl LI nach einem Rückstand von 3:28 gegen die Atlanta Falcons in der Overtime doch noch mit 34:28 gewinnen. Auch 2017 erreichte er den Superbowl, der aber gegen die Philadelphia Eagles verloren ging. 2018 hingegen holte er sich seinen zweiten Super-Bowl-Ring. In allen drei Endspielen stand Brown in der Startformation.

### New Orleans Saints
Am 14. März 2019 unterschrieb er bei den New Orleans Saints einen Dreijahresvertrag in der Höhe von 15 Millionen US-Dollar.

### Jacksonville Jaguars
Im März 2021 gaben die Saints Brown per Trade an die Jacksonville Jaguars ab. In Jacksonville unterschrieb er einen Zweijahresvertrag im Wert von elf Millionen US-Dollar. In der Saison 2021 kam Brown in 17 Spielen als Starter zum Einsatz. Am 17. August 2022 entließen die Jaguars Brown.